# Gäddtjärnen (Sunne socken, Värmland)
Gäddtjärnen är en sjö i Sunne kommun i Värmland och ingår i Göta älvs huvudavrinningsområde.